# Marchoccy herbu Ostoja
Marchoccy herbu Ostoja – polska senatorska rodzina szlachecka.
Marchoccy pieczętujący się herbem Ostoja wywodzą się z Małopolski, swe nazwisko wzięli w XV wieku od Marchocic. Często przydawali do nazwiska przydomek Ścibor na cześć swojego przodka. Z tej rodziny pochodziło trzech senatorów i wielu urzędników ziemskich i grodzkich.

## Przedstawiciele rodu
- Aleksander Ścibor Marchocki (ok. 1670-1722) – kasztelan żarnowski, pułkownik królewski
- Ignacy Ścibor Marchocki (1755-1827) – chorąży trembowelski, komisarz Konfederacji Targowickiej powiatu kamienieckiego, twórca Państwa Mińkowieckiego.
- Józef Marchocki (1776-1850) – oficer wojsk galicyjsko-francuskich i Księstwa Warszawskiego, powstaniec listopadowy
- Karol Ścibor Marchocki (ok. 1680-1720) – łowczy sandomierski, marszałek województwa sandomierskiego w konfederacji tarnogrodzkiej
- Marianna Marchocka, w zakonie Teresa od Jezusa (1603-1652) – karmelitanka bosa, mistyczka, Służebnica Boża
- Mikołaj Ścibor Marchocki (zm. 1715) – kasztelan żarnowski, miecznik przemyski
- Paweł Marchocki (ok. 1570-1631) – starosta czchowski, rotmistrz królewski, poseł na Sejmy
- Wojciech Ścibor Marchocki (ok. 1730-1788) – kasztelan sanocki, generał-adiutant królewski, podczaszy, podstoli oraz wojski trembowelski